# Ipecaetá
Ipecaetá är en kommun i Brasilien.   Den ligger i delstaten Bahia, i den östra delen av landet, 1 000 km öster om huvudstaden Brasília. Antalet invånare är 15 334.
Omgivningarna runt Ipecaetá är huvudsakligen savann. Runt Ipecaetá är det ganska tätbefolkat, med 58 invånare per kvadratkilometer.